# 八尾富田林線
大阪府道 八尾富田林線（おおさかふどう やおとんだばやしせん）は、大阪府八尾市老原から大阪府富田林市大字新堂まで至る計画中の都市計画道路である。通称：「ヤオトン」と言われている。

## 概要

### 路線データ
- 起点：大阪府八尾市老原九丁目
- 終点：大阪府富田林市大字新堂

## 歴史
- 2007年（平成18年）：羽曳野工区の1期区間[1]（市道郡戸古市線から市道河原城羽曳が丘西1号線）工事に着手する。
- 2014年（平成25年）：藤井寺工区の全区間[2]（藤井寺市津堂から羽曳野市島泉）のうち2期区間分[3]（市道小山高鷲線から主要地方道堺大和高田線[4]一般府道大阪羽曳野線から西名阪自動車道[5]）の区間が用地買収済となる。
- 2013年（平成25年）7月1日：羽曳野工区の1期区間（市道郡戸古市線から市道河原城羽曳が丘西1号線）供用開始。
- 2017年（平成29年）：国の事業認可が告示（八尾市老原九丁目地内から藤井寺市津堂四丁目地内）。
- 2025年（平成37年）：羽曳野工区の2期区間[6]（市道河原城羽曳が丘西1号線から主要地方道美原太子線）供用開始予定。

## 路線状況

### 重複区間
- 大阪府道32号美原太子線（堺市美原区・小平尾東交差点 - さつき野中央交差点）
- 大阪府道190号西藤井寺線（羽曳野市・はびきの七丁目 - 学園前五丁目）
- 大阪府道191号島泉伊賀線（はびきの五丁目付近）

## 地理

### 通過する自治体
- 大阪府
  - 八尾市 - 藤井寺市 - 羽曳野市 - 堺市（美原区） - 羽曳野市 - 富田林市

## 主な接続路線

### 羽曳野市
- 大阪府道12号堺大和高田線
- 大阪府道31号堺羽曳野線
- 大阪府道186号大阪羽曳野線

## 周辺

### 八尾市
- 八尾空港
- 大阪市高速電気軌道（大阪メトロ）谷町線 八尾南駅

### 藤井寺市
- 藤井寺自動車教習所

### 羽曳野市
- 島泉丸山古墳（雄略天皇陵）
- 近鉄南大阪線 高鷲駅
- 谷岡学園（大阪女子短期大学・大阪緑涼高等学校）
- はびきの埴生学園（羽曳野市立埴生小学校・羽曳野市立羽曳野中学校）
- 四天王寺学園（四天王寺大学・四天王寺羽曳丘中学校・高等学校）

### 堺市美原区
- サンプラザ さつき野店
- さつき野学園（堺市立さつき野小学校・中学校）
- 天満学園（太成学院大学）

### 富田林市
- 光丘パブリックゴルフ場